# Casa do Humor e da Sátira
A Casa do Humor e da Sátira (em búlgaro: Дом на Хумора и Сатирата, Dom na Humora i Satirata) é um centro cultural da cidade de Gabrovo, Bulgária, conhecida internacionalmente como a "capital mundial do humor". Seu lema é "O mundo existe porque ri". Composta por um museu e por uma galeria de arte, a Casa é uma exposição do tradicional humor dos habitantes locais, reunindo desenhos, fotografias, pinturas, esculturas e humor verbal.

## Eventos
O local já foi sede da "20ª Bienal Internacional de Humor e Sátira nas Artes" em 2011, com participação de artistas do mundo todo. No local, dividiram a bienal em seis categoria com temas livres: desenho animado, desenhos e gráficos, esculturas, pinturas e cartazes. 